# Bahnstrecke Smidary–Vysoké Veselí
| Kursbuchstrecke: | 4b (1976)            |                                  |                                  |
| Streckenlänge: | 7,681 km             |                                  |                                  |
| Spurweite: | 1435 mm (Normalspur) |                                  |                                  |
| |                      |                                  |                                  |
| \| \| \| von Velký Osek (vorm. ÖNWB) \| \| \| \| 0,000 \| Smidary \| Smidary \| \| \| \| nach Trutnov-Poříčí (vorm. ÖNWB) \| \| \| \| 2,168 \| Chotělice \| Chotělice \| \| \| 5,228 \| Hrobičany \| Hrobičany \| \| \| \| Cidlina \| \| \| \| 6,328 \| Sběř \| Sběř \| \| \| \| Anschluss Zuckerfabrik \| \| \| \| 7,681 \| Vysoké Veselí \| Vysoké Veselí \| |                      |                                  |                                  |
| Strecke |                      | von Velký Osek (vorm. ÖNWB)      | von Velký Osek (vorm. ÖNWB)      |
| Bahnhof | 0,000                | Smidary                          | Smidary                          |
| Abzweig ehemals geradeaus und nach rechts |                      | nach Trutnov-Poříčí (vorm. ÖNWB) | nach Trutnov-Poříčí (vorm. ÖNWB) |
| Haltepunkt / Haltestelle (Strecke außer Betrieb) | 2,168                | Chotělice                        | Chotělice                        |
| Haltepunkt / Haltestelle (Strecke außer Betrieb) | 5,228                | Hrobičany                        | Hrobičany                        |
| Brücke über Wasserlauf (Strecke außer Betrieb) |                      | Cidlina                          | Cidlina                          |
| Haltepunkt / Haltestelle (Strecke außer Betrieb) | 6,328                | Sběř                             | Sběř                             |
| Abzweig geradeaus und nach rechts (Strecke außer Betrieb) |                      | Anschluss Zuckerfabrik           | Anschluss Zuckerfabrik           |
| Kopfbahnhof Streckenende (Strecke außer Betrieb) | 7,681                | Vysoké Veselí                    | Vysoké Veselí                    |

Die Bahnstrecke Smidary–Vysoké Veselí war eine regionale Eisenbahnverbindung in Tschechien, die ursprünglich von der Österreichischen Lokaleisenbahngesellschaft (ÖLEG) als Lokalbahn Smidar–Hochwessely erbaut und betrieben wurde. Sie verlief in Mittelböhmen von Smidary nach Vysoké Veselí.

## Geschichte
Erste Planungen für den Bau einer Eisenbahn über Vysoké Veselí stammten schon von 1871, als die Gesellschaft der Böhmischen Centralbahn eine Linie von Kopidlno über Vysoké Veselí nach Jičín plante. Diese Pläne zerschlugen sich jedoch. In Vysoké Veselí bestanden zu jener Zeit eine Zuckerfabrik des Grafen Karl von Paar sowie eine Zichorienfabrik. Vor allem für die Zuckerfabrik war das Fehlen einer modernen Verkehrsanbindung existenzbedrohend.
Am 28. August 1880 erhielt die ÖLEG „das Recht zum Baue und Betriebe einer, von der Station Smidar der priv. Österreichischen Nordwestbahn zwischen den Orten Hrobicar, Zbir und Wellesitz nach Hochwessely führenden Locomotiveisenbahn“. Als Baufrist wurde ein Jahr ab Konzessionserteilung bestimmt. Die Höchstgeschwindigkeit wurde entsprechend dem vorgesehenen Lokalbahnbetrieb auf 21 km/h festgesetzt. Der Staat behielt sich zudem das Recht vor, die konzessionierte Bahn jederzeit gegen eine Entschädigung einzulösen.
Den Bau übernahm die Prager Baufirma Schön & Wessely, die die Strecke in reichlich einem Jahr Bauzeit fertigstellte. Die Baukosten betrugen insgesamt 270.000 Gulden. Am 1. November 1881 wurde die Strecke für den Güterverkehr, am 20. Februar 1882 für den Personenverkehr eröffnet. Den Betrieb führte die ÖLEG selbst aus.
Am 1. Juli 1885 kam die Lokalbahn Smidar–Hochwessely im Rahmen eines Streckentausches an die Böhmischen Commercialbahnen (BCB). Die ÖLEG bekam dafür die bei Prag gelegene Lokalbahn Nusle–Modřan, die bislang den BCB gehörte.
Zum 1. Januar 1910 wurde die BCB verstaatlicht. Die Strecke gehörte nun zum Netz der k.k. Staatsbahnen (kkStB), die bereits am 15. Oktober 1909 die Betriebsführung übernommen hatten. Im Jahr 1912 wies der Fahrplan der Lokalbahn insgesamt drei gemischte Zugpaare aus. Sie benötigten für die acht Kilometer lange Strecke bergwärts 36 Minuten, talwärts 34 Minuten.
Nach dem für Österreich-Ungarn verlorenen Ersten Weltkrieg gelangte die Strecke ins Eigentum der neu begründeten Tschechoslowakischen Staatsbahnen (ČSD). Die Zichorienfabrik stellte 1924 ihren Betrieb ein, die Zuckerfabrik folgte 1932. Damit verlor die Lokalbahn einen wesentlichen Teil ihres bisherigen Güterverkehrsaufkommens. Anfang der 1930er Jahre kam es zu einer signifikanten Verdichtung des Fahrplanes, was insbesondere im Einsatz moderner Motorzüge begründet war. Im Winterfahrplan 1937/38 waren insgesamt acht Personenzugpaare verzeichnet, die für die Gesamtstrecke in beiden Richtungen nur noch 15 Minuten benötigten.
Während des Zweiten Weltkrieges verblieb die Strecke in Verwaltung der nunmehrigen Protektoratsbahnen Böhmen und Mähren (ČMD-BMB). Im Juni und Juli 1941 ruhte der Verkehr, als die Strecke von der deutschen Wehrmacht zur temporären Abstellung von neun Leerzügen mit je 50 Güterwagen genutzt wurde. Während dieser Zeit musste der Reiseverkehr mit Autobussen im Schienenersatzverkehr abgewickelt werden. Ähnliches wiederholte sich am Ende des Krieges 1945. Die Deutsche Reichsbahn nutzte das Streckengleis zur Abstellung von Lokomotiven und Kesselwagen, die im Osten vor der Front evakuiert worden waren. Insgesamt waren über 400 Fahrzeuge abgestellt, die erst Ende 1945 wieder abgefahren werden konnten. Am 3. Dezember 1945 wurde der planmäßige Verkehr durch die ČSD wieder aufgenommen.
Im letzten Fahrplan von 1976 waren noch insgesamt zehn Zugpaare verzeichnet. Ein Teil der Züge war von und nach Chlumec nad Cidlinou oder Křinec durchgebunden. Am 29. Mai 1976 wurde der Verkehr auf der Strecke eingestellt. Ende der 1970er Jahre wurden die Gleise bis auf einen 800 Meter langen Abschnitt am Bahnhof Smidary abgebaut. Dieser diente noch bis Ende der 1980er Jahre zum Abstellen von Schadwagen.

## Weblink
- Beschreibung (tschechisch)